# رالف فوربس
رالف فوربس (بالإنجليزية: Ralph Forbes)‏ ممثل بريطاني (ولد يوم 30 سبتمبر من العام 1904 في لندن) اشتهر بدور الكونت باريس في فيلم روميو وجولييت.

## روابط خارجية
- رالف فوربس على موقع IMDb (الإنجليزية)
- رالف فوربس على موقع ألو سيني (الفرنسية)
- رالف فوربس على موقع أول موفي (الإنجليزية)
- رالف فوربس على موقع قاعدة بيانات برودواي على الإنترنت (الإنجليزية)
- رالف فوربس على موقع قاعدة بيانات الأفلام السويدية (السويدية)
- رالف فوربس على موقع إن إن دي بي (الإنجليزية)
- رالف فوربس على موقع قاعدة بيانات الفيلم (الإنجليزية)
- رالف فوربس على موقع كينوبويسك (الروسية)